# Европско екипно првенство у атлетици 2015.
6. Европско екипно првенство у атлетици 2015. је атлетско такмичење које се од 2009. одржава сваке године у организацији Европске атлетске асоцијације (ЕАА). У такмичењу је учествовало 50 европских атлетских савеза, чланова ЕАА.

## Систем такмичења
Такмичило се у 40 атлетских дисциплина (20 за жене и 20 за мушкарце). За коначан пласнам рачуна се збирни резултат за обе конкуренције.

## Структура
Такмичења се одржава у четири одвојене лиге:
- Суперлига — 12 репрезентација
- Прва лига — 12 репрезентација
- Друга лига — 8 репрезентација
- Трећа лига — 15 репрезентација

## Измене у лигама на крају сезона
Победник Суперлиге је првак Европе за 2015, а три последње репрезентације испадају у 1. лигу. Њих замењују три првопласиране репрезентације из 1. лиге, а у 2. лигу испадају последње две. Из 2. у 1. лигу иду прве две, ниједна екипа неће испасти, а прошириће се за четрири прволасиране екипе из Треће лиге из које нико не испада.
Од следеће сезоне све лиге ће имати по 12 екипа.

## Календар и распоред такмичења за 2015.
| Лига       | Датум           | Место        | Земља      |
| ---------- | --------------- | ------------ | ---------- |
| Суперлига  | 20—21. јун 2015 | Чебоксари    | Русија     |
| Прва лига  | 20—21. јун 2015 | Хераклион    | Грчка      |
| Друга лига | 20—21. јун 2015 | Стара Загора | Бугарска   |
| Трећа лига | 20—21. јун 2015 | Баку         | Азербејџан |

## Суперлига
Олимпијски стадион, Чебоксари, Русија

### Земље учеснице
| - Белорусија - Финска - Француска - Немачка - Уједињено Краљевство - Италија | - Норвешка - Пољска - Русија - Шпанија - Шведска - Украјина |

- Белорусија, Финска и Норвешк победнице Прве лиге 2014. ушле су у Суперлигу.

### Коначан пласман
| Позиција | Земља                | Жене  | Мушкарци | Укупно бодова |
| -------- | -------------------- | ----- | -------- | ------------- |
| 1.       | Русија               | 182,5 | 186      | 368,5         |
| 2.       | Немачка              | 166   | 180,5    | 346,5         |
| 3.       | Француска            | 170   | 149,5    | 319,5         |
| 4.       | Пољска               | 159   | 158      | 317           |
| 5.       | Уједињено Краљевство | 149,5 | 141,5    | 291           |
| 6.       | Италија              | 160   | 128      | 288           |
| 7.       | Украјина             | 129,5 | 152      | 281,5         |
| 8.       | Шпанија              | 122   | 108,5    | 230,5         |
| 9.       | Белорусија           | 92    | 125      | 217           |
| 10.      | Шведска              | 84    | 103      | 187           |
| 11.      | Финска               | 82    | 67,5     | 149,5         |
| 12.      | Норвешка             | 60,5  | 60,5     | 121           |

Резиме Суперлиге 2015.
- Европски првак за 2015. репрезентација Русије.
- Из Суперлиге испали, Шведска, Финска и Норвешка.

## Прва лига
Pankritio Stadium, Хераклион, Грчка

### Земље учеснице
| - Белгија - Чешка - Естонија - Грчка - Ирска - Летонија | - Литванија - Холандија - Португалија - Румунија - Швајцарска - Турска |

- Летонија и Швајцарска су из Друге лиге 2014. ушле у Прву лигу.

## Друга лига
Стара Загора (Бугарска)

### Земље учеснице
| - Бугарска - Хрватска - Кипар - Данска | - Мађарска - Исланд - Србија - Словенија |

- Кипар и Исланд у Другу лигу ушле су као победници Треће лиге 2014.

## Трећа лига
Трећа лига 2015. одржана као део програма 1. Европских игара у Азербејџану на Олимпијском стадиону Баку.

### Земље учеснице
| - ААССЕ• - Албанија - Андора - Јерменија - Аустрија - Азербејџан - Босна и Херцеговина - Грузија | - Израел - Луксембург - Македонија - Малта - Молдавија - Црна Гора - Словачка |

- Аустрија и Словачка су испале из Друге лиге 2014.

### Кончан пласман
| Позиција | Држава              | Жене | Мушкарци | Укупно бодова |
| -------- | ------------------- | ---- | -------- | ------------- |
| 1.       | Словачка            |      |          | 458,5         |
| 2.       | Аустрија            |      |          | 458           |
| 3        | Израел              |      |          | 430           |
| 4.       | Молдавија           |      |          | 401           |
| 5.       | Азербејџан          |      |          | 387           |
| 6.       | Босна и Херцеговина |      |          | 337           |
| 7.       | Луксембург          |      |          | 317           |
| 8.       | Грузија             |      |          | 283           |
| 9.       | Малта               |      |          | 244,5         |
| 10.      | Црна Гора           |      |          | 237           |
| 11.      | Андора              |      |          | 162           |
| 12.      | Македонија          |      |          | 143           |
| 13.      | Албанија            | 68   | 47       | 115           |
| 14.      | ААССЕ•              | 62   | 37       | 99            |

- Атлетска асоцијација малих земаља Европе ове године обухвата спортисте  Гибралтар, Лихтенштајн,  Монако и  Сан Марино , јер неке земље које припадају овој асоцијацији учествовале су самостално.

У Другу лигу пласирале су се 4 прволасиране екипе, а у Трећу није испао нико из Друге лиге, због реорганизације лига, па ће од следећег Првенства све лиге имати по 12 екипа.

## Референца
- Званични сајт Суперлиге